# 阿久根インターチェンジ

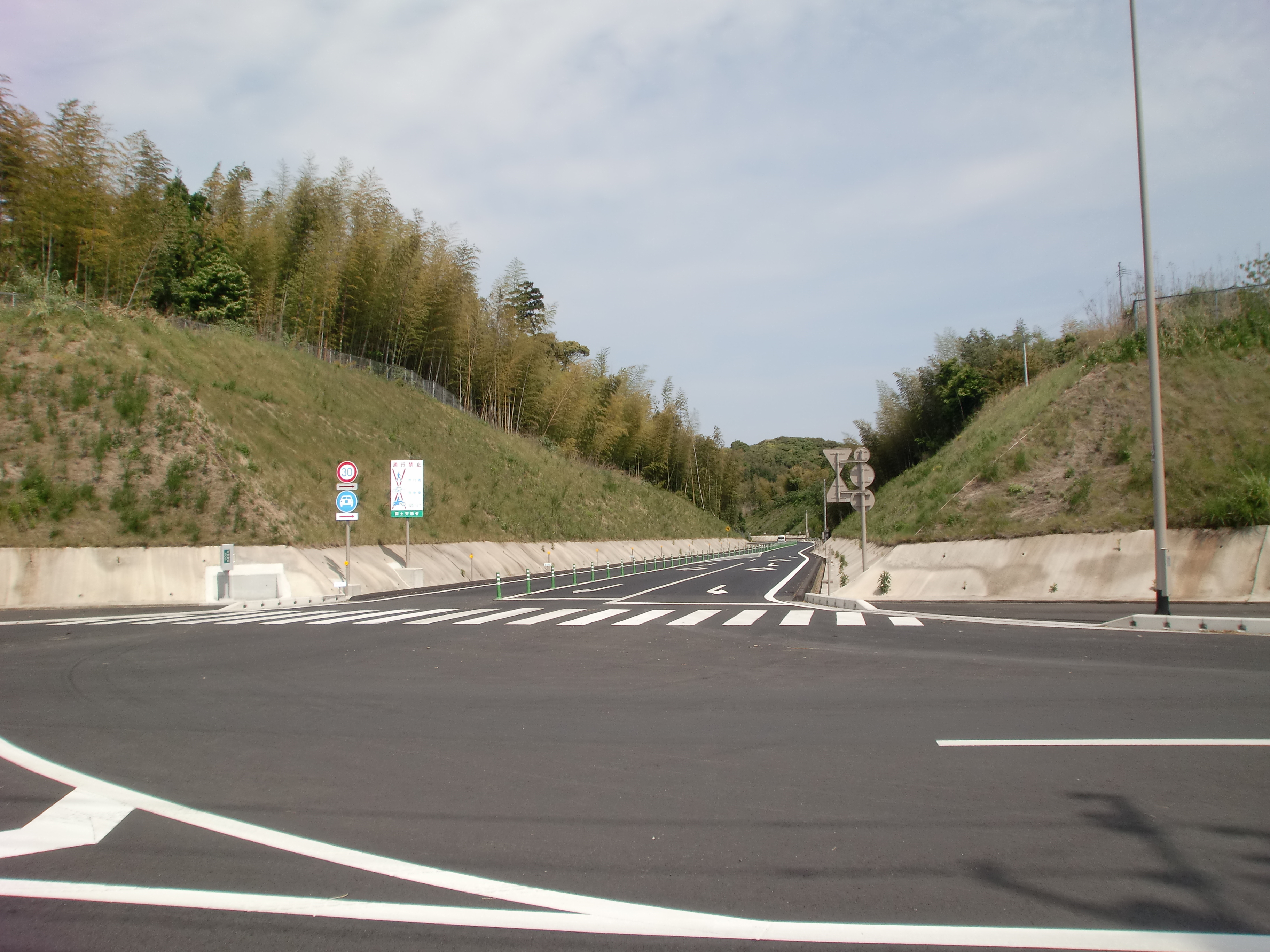
県道46号に接続する出入口

阿久根インターチェンジ（あくねインターチェンジ）は、鹿児島県阿久根市鶴川内にある南九州西回り自動車道（出水阿久根道路・阿久根川内道路）のインターチェンジである。
2015年3月29日に阿久根北ICから阿久根IC間が開通したのに伴い供用を開始した。なお、2014年3月までの仮称は「鶴川内インターチェンジ」（つるかわうちインターチェンジ）であった。
阿久根ICから薩摩川内水引ICまでの区間は南九州西回り自動車道唯一の未事業化区間のままとなっていたが、2015年度に阿久根川内道路として事業化された。

## 道路
- E3A 南九州西回り自動車道（出水阿久根道路・阿久根川内道路）

## 沿革
- 2005年（平成17年）12月9日 : 都市計画決定。
- 2008年（平成20年）3月15日 : 出水IC - 鶴川内IC間着工[3]。
- 2014年（平成26年）3月14日 : IC名称が「鶴川内IC（仮称）」から「阿久根IC」に正式決定[2]。
- 2015年（平成27年）
  - 3月29日 : 阿久根北IC - 阿久根IC間開通に伴い供用開始[4]。
  - 年度 : 阿久根川内道路（阿久根IC～薩摩川内水引IC）が事業化[5]。
- 2018年（平成30年）10月13日 : 阿久根IC敷地内の本線予定地上で阿久根川内道路の着工式が挙行される[6]。

## 接続する道路
- 鹿児島県道46号阿久根東郷線

## 周辺
- 阿久根市立鶴川内小学校
- 阿久根市街

## 隣
E3A 南九州西回り自動車道（出水阿久根道路・阿久根川内道路）
(12) 阿久根北IC - (13) 阿久根IC - 西目IC（事業中）

## 備考
阿久根市大字西目に南九州西回り自動車道のインターチェンジの建設が計画されており、仮称は阿久根インターチェンジであった。このICは2005年の出水市-阿久根市間の都市計画決定の際に設置が決まったが、仮称が西目インターチェンジに変更され、2015年度の事業化の際にも仮称が西目インターチェンジとされた。